# Всеобщая газета (1866—1867)
«Всео́бщая газе́та» — газета, выходившая в Санкт-Петербурге в 1866-1867 годах.

## История
«Всеобщая газета, земская, судебная и политическая» выходила в Санкт-Петербурге со 2 ноября 1866 года по 1867 год. В 1866 году выходила еженедельно, в 1867 — 2 раза в неделю.
Всего было выпущено 88 номеров.
Издавал и редактировал газету купец 2-й гильдии Л. Н. Демис.
Представляла из себя издание для земств. Редакция газеты полагала, что основным условием для успешного развития земских учреждений является широкая гласность (под которой понимался обмен опытом между отдельными земствами). В издании публиковались правительственные распоряжения, касающиеся земских учреждений, отчеты земских заседаний, сведения о земских школах. Кроме того, печатались промышленные и торговые известия и иностранная корреспонденция.